# Ramón Batlles
Ramón Batlles i Fontanet (Barcelona, 1901 -12 de junio de 1983) fue un fotógrafo español cuyo trabajo se realizó en el ámbito de Cataluña.
Trabajó colaborando con la revista D'Ací i d'Allà. Una vez finalizada la guerra civil española, considerado un afecto al régimen que "durante toda la Cruzada ha desarrollado sus actividades en la España liberada, obteniendo varios retratos del Caudillo y de otras personalidades", abrió una galería en Barcelona con la ayuda del fotógrafo Josep Compte i Argimon, Jefe de la Sección de Fotografía de Falange durante la contienda.
Es conocido a nivel internacional por su técnica llamada die transfer, que aplicó a menudo a sus retratos y trabajos publicitarios.
En el Museo Nacional de Arte de Cataluña se pueden ver tres obras suyas:
- Fotografía publicitaria para Myrurgia. Proyecto original para el anuncio publicitario de Extracto Jungla, 1933-1936
- Fotografía publicitaria para Myrurgia. Proyecto original para un anuncio publicitario con el retrato de la bailarina Paulina Strogova. Polvos Maderas de Oriente, 1933-1936
- Myrurgia. Polvos Madera de Oriente. No fechado